# 修羅の世界
『修羅の世界』（しゅらのせかい）は、的場浩司主演の日本の映画。2022年1月29日公開。

## 概要
横浜・中華街を中心にロケを行われた。続編『修羅の世界2』を2022年3月25日リリース。

## ストーリー
横浜を舞台に、今まで自分が歩んできた道や自分を育てた人や道理を信じてきた古き時代を背負い生きる男（的場浩司）と、これから自分たちが創り上げていくべき未来を信じ新しい時代を切り拓こうとする男（榊原徹士）のそれぞれの義の葛藤を描く。

## キャスト
龍安組
- 龍安組四代目組長 円月：渡辺裕之
- 龍安組若頭 土井(毛利誠仁と兄弟分)：小沢和義
- 龍安組 八重樫満(毛利誠仁の弟分)：松田賢二
- 龍安組舎弟頭 マチムラ：SHU
- 龍安組毛利一家総長 毛利誠仁：的場浩司
- 毛利一家 松並洋輔(毛利誠仁の舎弟)：青木玄徳
- 毛利一家 ドウマエ(毛利誠仁の舎弟)：浜田学
- 毛利一家 タンノ(毛利誠仁の舎弟)：黒石高大
- 毛利一家 ダイカツ(毛利誠仁の舎弟)：堤下敦（インパルス）
- 才賀(円月の実子)：榊原徹士

山神組
- 山神組組長：明樂哲典（1）
- 山神組若頭 サカキ：日向丈（1）
- 山神組組員：ヒデ（ペナルティ）
- 山神組組員：長友光弘（響）
- 龍安組松並洋輔の舎弟：幕雄仁（2）

半グレ
- アソウ：木田佳介
- 谷栄斗：中村祐志
- マチダ：室龍規
- 加藤：中川翔太

その他
- VIPのママ：遠山景織子
- 九龍城のマスター チョウさん：星田英利

## スタッフ
- 監督：藤原健一
- 企画：ライツキューブ
- エグゼクティブプロデューサー：鈴木祐介
- プロデューサー：角田陸、服巻泰三
- 脚本：松平章全
- 撮影監督：今井哲郎
- 録音：山口勉
- 美術：YUKI
- 編集・VFX：恒川岳彦
- 衣装：片柳利依子
- メイク：坂口佳那恵
- 音響効果・選曲：藤本淳
- 制作担当：橘慎
- 助監督：山鹿孝起
- 演出部：萬野崇博、廣瀬萌恵里
- ガンエフェクト：浅生マサヒロ
- 技闘：玉寄兼一郎
- 刺青：TATOO H&M's
- 特殊メイク・造型：土肥良成
- 車輌・スチール：大蔵俊介
- 選曲・MA：FUJIMOTO Studio
- 協力：根本屋、VIP、酒乱歩乱、肉力、new SELECT、ホテルいやしの里、九龍城飯店、planear、pstudio、おかもと技粧、株式会社レントシーバー、999.9
- 衣裳協力：GARNIER、MODE ROBE、FRENCH PAVE、Hush Puppies
- 制作：ソリッドフィーチャー
- 製作・発売元：アドバンス
- 販売元：ライツキューブ

## DVDリリース
| タイトル    | ジャケットコピー               | セルリリース日 |
| ----------- | ------------------------------ | -------------- |
| 修羅の世界  | 抗えない時代の流れ──           | 2022年1月25日  |
| 修羅の世界2 | 古き良き時代か、新しい時代か。 | 2022年3月25日  |